# Ciemiężyca zielona
Ciemiężyca zielona, ciemierzyca zielona, strzemieszyca (Veratrum lobelianum Bernh.) – gatunek rośliny z rodziny melantkowatych (Melanthiaceae). Występuje w miejscach wilgotnych na całej półkuli północnej. Preferuje widne lasy, źródliska, brzegi potoków. W Polsce rośnie głównie w górach, w Sudetach i Karpatach (zwłaszcza w Tatrach, Gorcach i na Babiej Górze), na wyżynach i niżu jest spotykana znacznie rzadziej. Na terenie Polski objęta ochroną.

## Morfologia
ŁodygaGruba i nierozgałęziona, wyrastająca z walcowatego kłącza. Roślina okazała, może dochodzić do 150 cm wysokości, choć w miejscach zacienionych i lesie nie przekracza często 20–30 cm.
LiścieUlistnienie skrętoległe. Duże, eliptyczne, podobne do liści goryczki kropkowanej, pofałdowane wzdłużnie, o wyraźnym podłużnym unerwieniu. Z górnej strony liście są nagie, na spodniej stronie kędzierzawo owłosione krótkimi włoskami.
KwiatyKwiaty obupłciowe (trafiają się jednak kwiaty męskie), niepozorne, żółtozielone, zebrane na szczycie łodygi w wiechę o wysokości od 30 do 60 cm. Okwiat składa się z 6 działek nie zróżnicowanych na koronę i kielich. Pręciki w liczbie 6, z dużymi i żółtymi pylnikami nerkowatego kształtu, słupek trójszyjkowy. Szypułki kwiatów krótsze od przysadek.
OwocDuża, trójdzielna torebka z dość dużymi nasionami opatrzonymi skrzydełkiem.

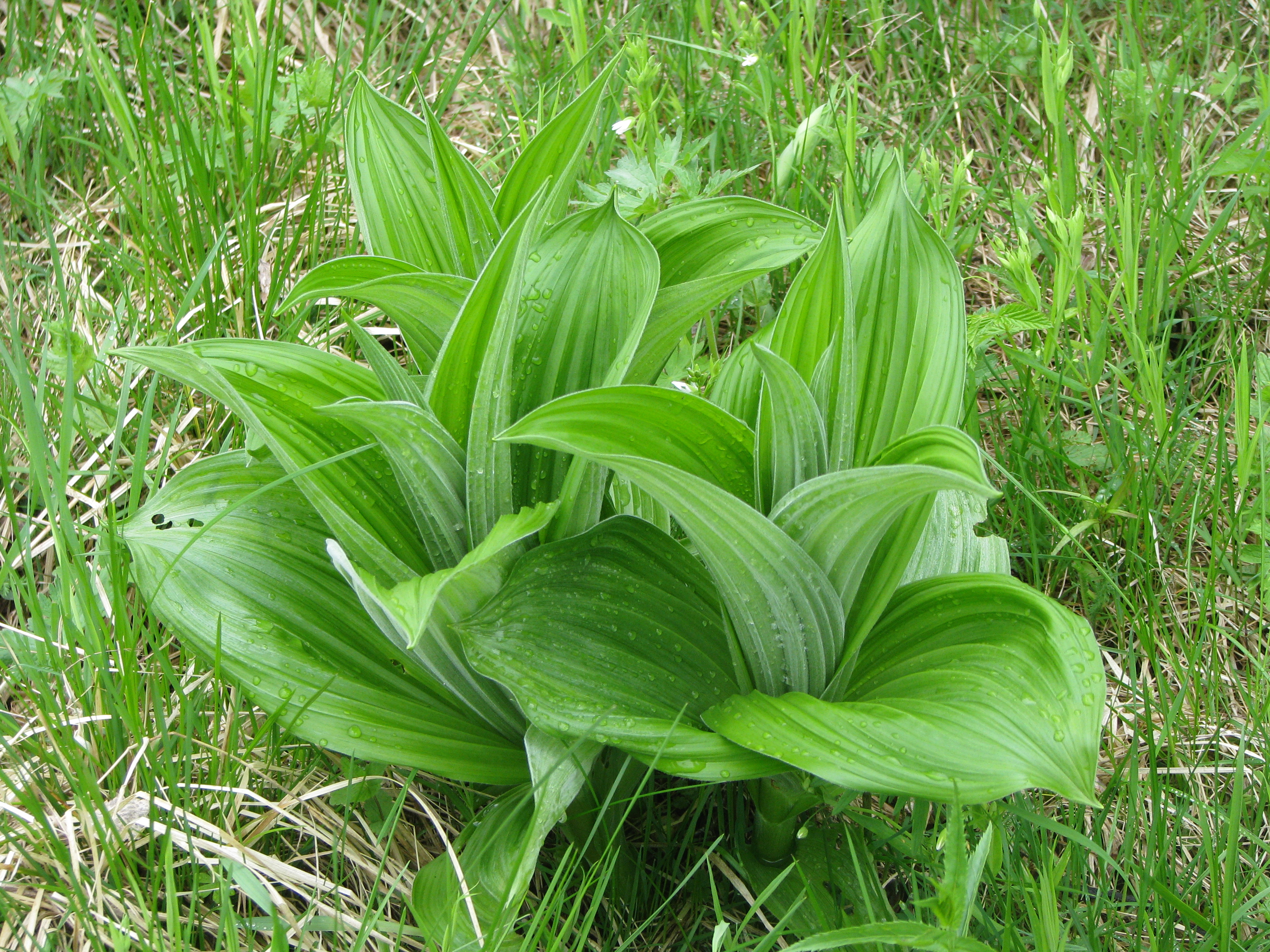
Liście
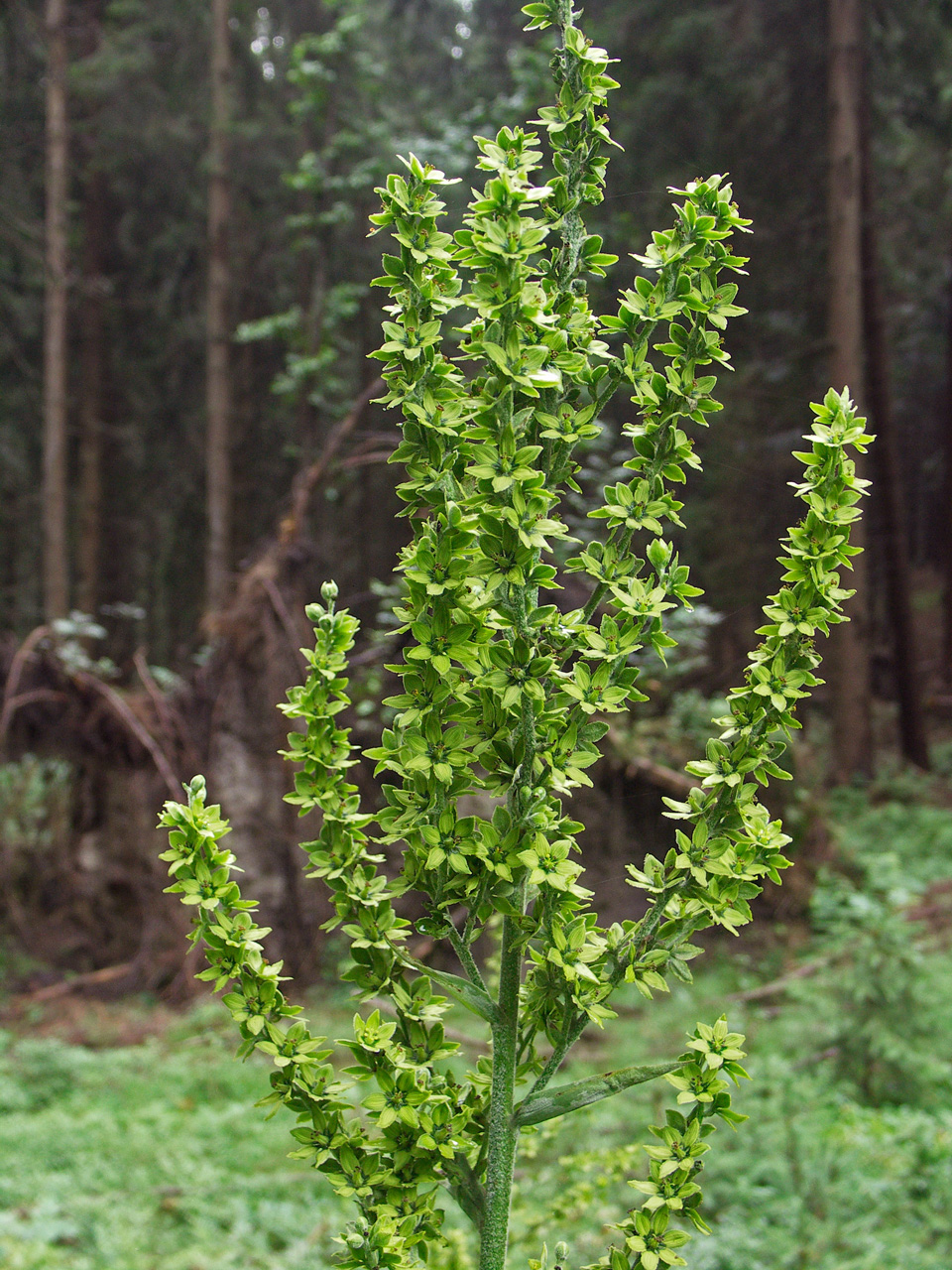
Kwiatostan
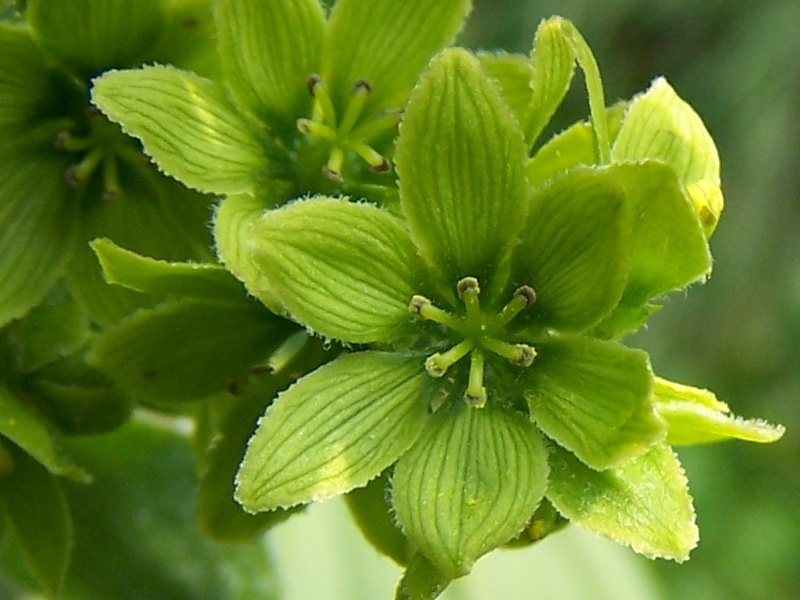
Kwiaty

## Biologia i ekologia
RozwójBylina.  Kwitnie od początku lipca. Charakterystyczne jest, że z reguły kwitną tylko niektóre osobniki, duża ich liczba pozostaje płona przez cały rok. Nasiona są rozsiewane przez wiatr (anemochoria).
SiedliskoRośnie na halach górskich, w ziołoroślach, na piargach, w wolnych miejscach wśród kosówki, zawsze jednak w miejscach wystarczająco wilgotnych. W niższych położeniach zwykle w pobliżu cieków wodnych. Jest stosunkowo pospolita w wyższych położeniach Sudetów i Karpat. W Tatrach występuje do wysokości 2300 m n.p.m., zarówno na podłożu granitowym jak i wapiennym.
FitosocjologiaGatunek charakterystyczny dla klasy (Cl.) Betulo-Adenostyletea, Ass. Poo-Veratretum lobeliani.
GenetykaLiczba chromosomów 2n=16.
Cechy fitochemiczneRoślina silnie trująca. Substancją czynną jest weratryna. Bydło i owce instynktownie nie jedzą ciemiężycy.

## Systematyka i nomenklatura
Gatunek Veratrum lobelianum bywa traktowany jako synonim podgatunku ciemiężycy białej Veratrum album subsp. lobelianum (Bernh.) Schubl. & G. Martens. Polskie publikacje oraz inne źródła potwierdzają nazwę V. lobelianum traktują z kolei V. a. subsp. lobelianum jako jej synonim.
Synonimy: Veratrum album subsp. lobelianum (Bernh.) Schübl. & G.Martens, V. album f. lobelianum (Bernh.) Rchb., V. album var. lobelianum (Bernh.) Nyman, V. album var. lobelianum Koch, V. album subsp. virescens Gaudin, V. lobelianum var. asiaticum O.Loes., V. lobelianum var. obtusum Zapal.
Łacińska nazwa gatunkowa pochodzi od nazwiska francuskiego lekarza i botanika przełomu XVI i XVII wieku, Matthiasa de l’Obela.
Nazwę rodzajową rośliny spotyka się pisaną zarówno przez "ż", jak i przez "rz" - obie formy są poprawne. Górale tatrzańscy nazywają ją "strzemieszycą". Od kichania wywodzi się słowacka nazwa ciemiężycy - kýchavica.

## Zagrożenia i ochrona
Roślina objęta jest w Polsce ochroną od 1957 roku. W latach 1957–1995 znajdowała się pod ochroną częściową, następnie w latach 1995–2014 pod ochroną ścisłą, by od 2014 roku ponownie trafić pod ochronę częściową. Zagrożeniem jest zbiór rośliny dla potrzeb przemysłu farmaceutycznego, zagrożone są głównie stanowiska na niżu. Liczne stanowiska w Polsce są chronione na terenach górskich parków narodowych oraz w Poleskim i Roztoczańskim Parku Narodowym.